# Bibco Biborțeni
Bibco Biborțeni este o companie producătoare de apă minerală și băuturi răcoritoare din România.
Bibco Biborțeni face parte dintr-un grup de firme deținut de frații Dobronăuțeanu care mai include producătorul de vinuri Murfatlar și de mezeluri Salonta.
În anul 2008, compania deținea o cotă de 5% pe piața de ape minerale,
și a livrat peste 50 milioane litri de apă minerală și băuturi răcoritoare.
În anul 2006, compania și-a diversificat portofoliul de produse lansând apa minerală Biborțeni cu trei niveluri de carbonatare respectiv Forte, Echilibrată și Lejeră.
La începutul anului 2008, Biborțeni a lansat apa minerală Valea Brazilor și băutura răcoritoare Limo, o limonadă gata preparată din apă minerală Biborțeni.
În anul 2010, compania a intrat în insolvență.
Număr de angajați în 2009: 175
Cifra de afaceri:
- 2010: 4,5 milioane euro [5]
- 2009: 3,7 milioane euro [5]
- 2008: 12 milioane Euro[1]
- 2007: 9 milioane Euro[2]